# Bismillah Khan Mohammadi
Bismillah Khan Mohammadi (Panjshir, 1961) è un politico e militare afghano, ministro degli affari interni dal 2010 al 2012 e due volte ministro della difesa dal 2012 al 2015 e nel 2021.

## Biografia
Nato in una famiglia tagika nella provincia afghana di Panjshir si è iscritto presso l'Università militare di Kabul e ha militato nel Partito Democratico Popolare dell'Afghanistan, anche se con l'invasione sovietica del paese si ritrovò più vicino alle posizioni dei mujaheddin capitanati da Aḥmad Shāh Masʿūd.

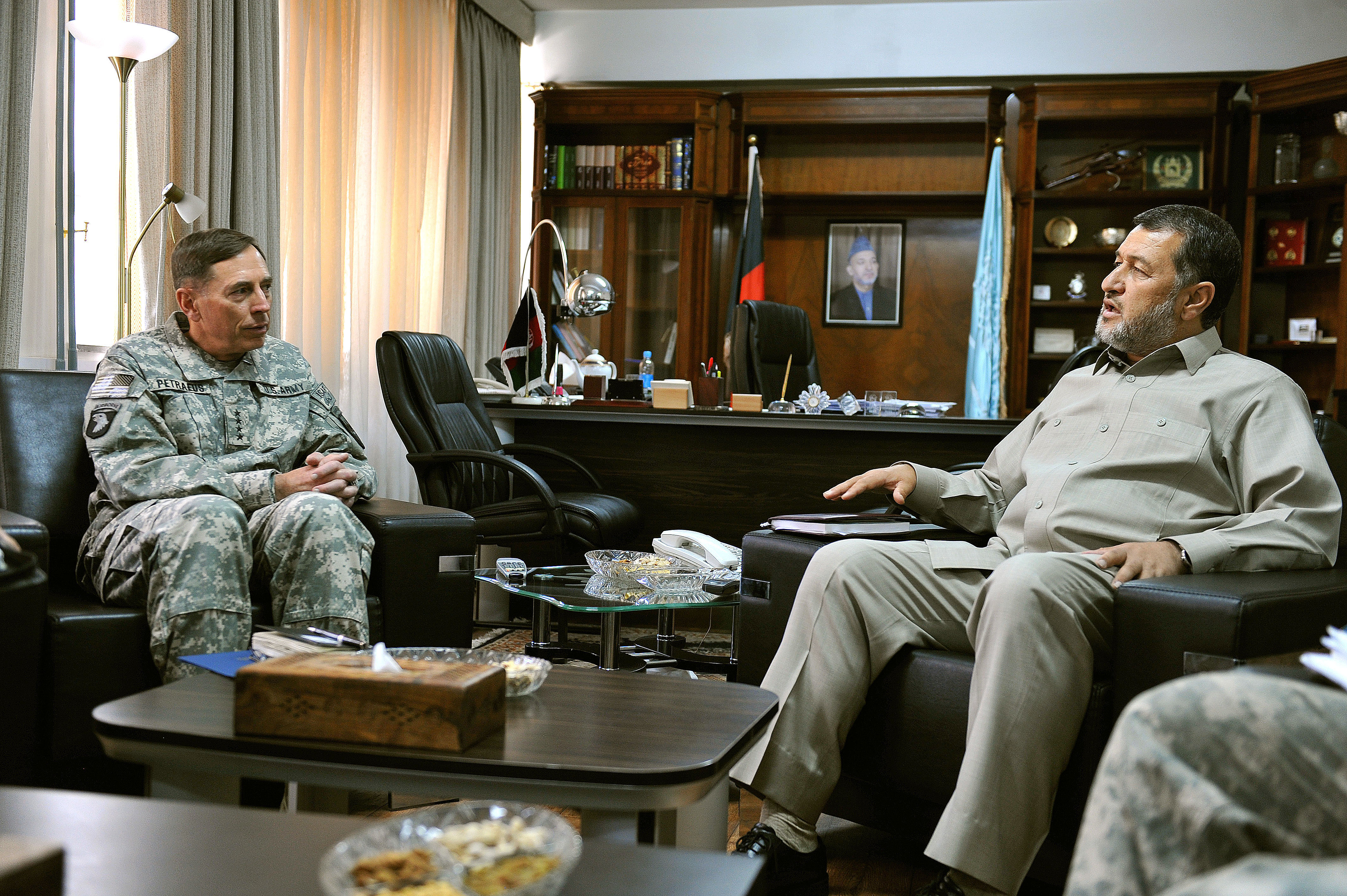
Il generale statunitense David Petraeus e Bismillah Khan Mohammadi nel luglio 2010.

Nel 1996 con la nascita dello Stato Islamico dell'Afghanistan ha ricoperto la carica di viceministro della difesa in qualità di ufficiale di alto rango della resistenza anti-talebana del Fronte islamico unito per la salvezza dell'Afghanistan. Con l'invasione della NATO e l'instaurazione della Repubblica Islamica dell'Afghanistan fu nominato a capo del corpo di polizia della capitale, Kabul. Successivamente nel 2002 fu nominato anche Capo di Stato maggiore dell'Esercito nazionale dell'Afghanistan, posizione ricoperta fino al 2010. Proprio in quell'anno il Presidente Hamid Karzai lo nominò Ministro degli affari interni. Appena due anni dopo Karzai stesso lo nominò Ministro della difesa, carica che ricoprì fino al 2015. Fu nuovamente chiamato a ricoprire il ruolo nel 2021 dal Presidente Ashraf Ghani.
Il 4 agosto 2021 presso la sua abitazione a Kabul, situata nella "zona verde", area particolarmente sorvegliata della capitale, è stata fatta esplodere un'autobomba che ha provocato otto morti (inclusi quattro dei cinque attentatori) e almeno una ventina di feriti.
Nell'ambito dell'offensiva talebana del 2021, dopo la caduta della capitale, il ministro ha fortemente criticato il Presidente Ghani dicendo che egli gli "avrebbe legato le mani dietro alla schiena e venduto la patria" e maledicendo lui e i suoi consiglieri.